# ASC Linguère
ASC Linguère is een Senegalese voetbalclub uit Saint-Louis. De club werd opgericht in 1969 en speelt in de Eerste Divisie.

## Erelijst
- Landskampioen

2009
- Beker van Senegal

1971, 1988, 1990, 2007

## Bekende (ex-)spelers
- Yacoub Ba
- El Hadji Diouf